# Asen Złatew
Asen Iwanow Złatew (bułg. Асен Иванов Златев; ur. 23 maja 1960 w Carimirze) – bułgarski sztangista, mistrz olimpijski.

## Kariera
W 1980 zdobył złoty medal na mistrzostwach Europy w Belgradzie oraz na igrzyskach olimpijskich w Moskwie. Rok później zdobył srebrny medal w kategorii do 82,5 kilograma w Lille. W następnym roku 1982 został mistrzem świata w Lublanie w kategorii do 82,5 kilograma. W 1983 zdobył W Moskwie zdobył srebrny medal w tej samej kategorii. W 1984 został mistrzem Europy zawodów odbywających się w Vittorio Veneto w tej samej kategorii wagowej. W 1985 roku zdobył srebrny medal mistrzostw świata w Södertälje oraz Mistrzostwo Europy w Katowicach. W 1986 zdobył złoty medal na mistrzostwach świata w Sofii w kategorii do 82,5 kilogramów. W tym samym roku zdobył srebrny medal mistrzostw Europy w Karl-Marx-Stadt. W 1987 zdobył brązowy medal mistrzostw świata w Ostrawie. Miał reprezentować Bułgarię na igrzyskach olimpijskich w Seulu. Został jednak zdyskwalifikowany na stosowanie dopingu.